# Кактовикские цифры

20 кактовикских цифр

Кактовикские цифры — система записи для используемой инупиатами Аляски двадцатеричной системы счисления.
Основание 20 в системе счисления используется во всех эскимосско-алеутских языках, и в том числе в инупиатском, при этом используется пятеричная база, то есть счёт ведётся с промежуточными отсчётами в точках 5, 10 и 15. Арабские цифры, которые были разработаны для десятичной системы счисления, не подходят для языков инуитов. Чтобы решить эту проблему, учащиеся, живущие в городе Кактовик на Аляске, в 1994 году изобрели систему записи чисел, которая распространилась среди инупиатов.
Кактовикские цифры наглядно отражают лексическую структуру системы счисления народа инупиак. Например, число 7 на инупиаке называется tallimat malġuk («пять-два»), а кактовикская цифра для семи — это верхний штрих (пять), соединённый с двумя нижними штрихами (два): . Аналогично, двенадцать и семнадцать называются qulit malġuk («десять-два») и akimiaq malġuk («пятнадцать-два»), а кактовикские цифры — это соответственно два и три верхних штриха (десять и пятнадцать) с двумя нижними штрихами: , .

## Значения
В таблице представлены десятичные значения кактовикских чисел до трёх знаков слева и справа от места единиц.
| n  | n×20³     | n×20² | n×20¹ | n×20⁰ | n×20⁻¹ | n×20⁻²   | n×20⁻³     |
| -- | --------- | ----- | ----- | ----- | ------ | -------- | ---------- |
| 1  | , 8 000   | 400   | 20    | 1     | . 0,05 | . 0,0025 | . 0,000125 |
| 2  | , 16 000  | 800   | 40    | 2     | . 0,1  | . 0,005  | . 0,00025  |
| 3  | , 24 000  | 1 200 | 60    | 3     | . 0,15 | . 0,0075 | . 0,000375 |
| 4  | , 32 000  | 1 600 | 80    | 4     | . 0,2  | . 0,01   | . 0,0005   |
| 5  | , 40 000  | 2 000 | 100   | 5     | . 0,25 | . 0,0125 | . 0,000625 |
| 6  | , 48 000  | 2 400 | 120   | 6     | . 0,3  | . 0,015  | . 0,00075  |
| 7  | , 56 000  | 2800  | 140   | 7     | . 0,35 | . 0,0175 | . 0,000875 |
| 8  | , 64 000  | 3200  | 160   | 8     | . 0,4  | . 0,02   | . 0,001    |
| 9  | , 72 000  | 3 600 | 180   | 9     | . 0,45 | . 0,0225 | . 0,001125 |
| 10 | , 80 000  | 4 000 | 200   | 10    | . 0,5  | . 0,025  | . 0,00125  |
| 11 | , 88 000  | 4 400 | 220   | 11    | . 0,55 | . 0,0275 | . 0,001375 |
| 12 | , 96 000  | 4 800 | 240   | 12    | . 0,6  | . 0,03   | . 0,0015   |
| 13 | , 104 000 | 5 200 | 260   | 13    | . 0,65 | . 0,0325 | . 0,001625 |
| 14 | , 112 000 | 5 600 | 280   | 14    | . 0,7  | . 0,035  | . 0,00175  |
| 15 | , 120 000 | 6 000 | 300   | 15    | . 0,75 | . 0,0375 | . 0,001875 |
| 16 | , 128 000 | 6 400 | 320   | 16    | . 0,8  | . 0,04   | . 0,002    |
| 17 | , 136 000 | 6 800 | 340   | 17    | . 0,85 | . 0,0425 | . 0,002125 |
| 18 | , 144 000 | 7 200 | 360   | 18    | . 0,9  | . 0,045  | . 0,00225  |
| 19 | , 152 000 | 7 600 | 380   | 19    | . 0,95 | . 0,0475 | . 0,002375 |

## Происхождение

Карта Аляски с выделением района Норт-Слоуп, входящего в состав Инупиак Нунауруат

В начале 1990-х годов во время дополнительных занятий по математике в школе Гарольда Кавеолука в Кактовике ученики отметили, что в их языке используется двадцатеричная система счисления, и обнаружили, что с ними нельзя выполнять арифметические операции, так как арабские цифры не имеют достаточного количества символов для представления инупиакских чисел. Ученики создали десять дополнительных символов, но обнаружили, что их трудно запомнить. В средней школе городка училось девять учеников. Их работой руководил учитель Уильям Бартли.
После мозгового штурма ученики выделили несколько качеств, которыми должна обладать идеальная система:
1. Визуальная простота: символы должны быть «легко запоминающимися».
2. Наглядность: должна быть «чёткая связь между символами и их значениями».
3. Эффективность: символы должны быть «лёгкими для написания», они должны «писаться быстро», без отрыва карандаша от бумаги.
4. Своеобразие: они должны «сильно отличаться от арабских цифр», чтобы не возникало путаницы между обозначениями в двух системах.
5. Эстетика: на них должно быть приятно смотреть.

В инупиакском языке нет слова, обозначающего ноль, и ученики решили, что кактовикская цифра 0 должна выглядеть как скрещённые руки, что означает, что ничего не считается.
Когда ученики начали преподавать свою новую систему младшим ученикам в школе, младшие ученики, как правило, сжимали числа, чтобы поместиться в блок такого же размера. Таким образом, они создали знаковую нотацию, в которой нижняя часть цифры 5 составляет верхнюю часть цифры, а остаток — нижнюю часть. Это оказалось визуально полезным при выполнении арифметических операций.

## Вычисление

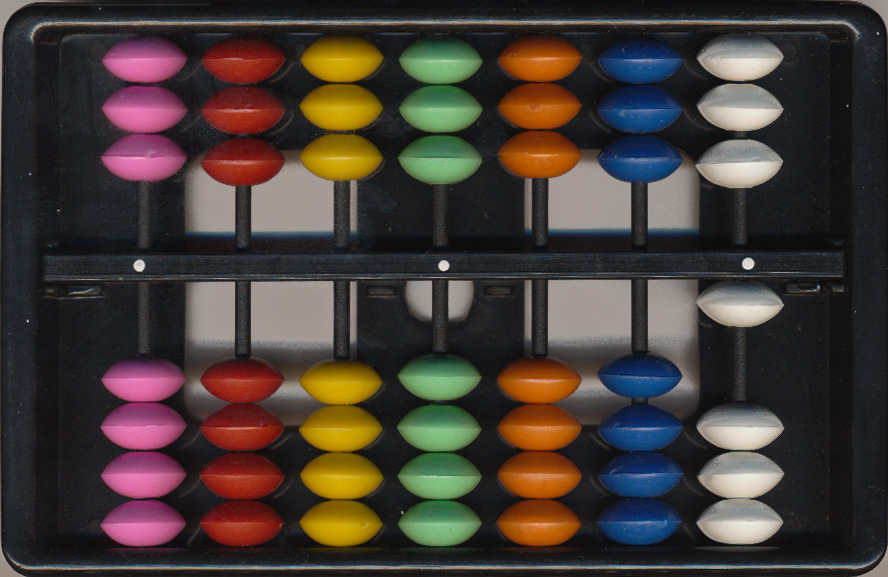
Инупиакские счёты, предназначенные для использования с кактовикскими цифрами

### Счёты
Для своей системы счисления ученики создали счёты в школьной мастерской. Изначально они предназначались для помощи в преобразовании десятичной дроби в систему с основанием 20 и наоборот, но ученики обнаружили, что их конструкция вполне естественно поддаётся арифметике с основанием 20. В верхней части их счётов было по три костяшки в каждом столбце для значений подосновы 5, а в нижней секции было по четыре костяшки в каждом столбце для остальных единиц.

### Арифметика

Простое деление в столбик: 30 561 ÷ 61 = 501 (в двадцатеричной системе: 3 G81 ÷ 31 = 151). Делитель (красный) входит в первые две цифры делимого один раз (синий) и один раз в частном (синий). Он умещается в следующие две цифры (подчёркнуты) один раз, но повёрнут (красный), поэтому следующая цифра в частном повёрнута на единицу (пять — красный). Последние две цифры совпадают один раз для получения последней в частном (белый).

Длинное деление с большим количеством фрагментов: 46 349 226 ÷ 2 826 = 16 401 (в двадцатеричной системе: E9D D16 ÷ 716 = 2 101). Делительвходит в первые три цифры делимого дважды (обведены красным и синим), для двух в частном (красный и синий), в следующие три разряда (зелёный), не входит в следующие (ноль в частном), а в оставшиеся белые цифры один раз.

Учащиеся обнаружили преимущество своей новой системы в том, что вычисления стали проще, чем с арабскими цифрами. Сложение двух цифр будет выглядеть как их сумма. Например,
2 + 2 = 4
в кактовикской системе
 + =
Вычитать ещё проще: нужно убрать необходимое количество штрихов, чтобы получить ответ.
Ещё одним преимуществом стало деление в длину. Визуальные аспекты и подоснова из пяти сделали деление больших чисел почти таким же простым, как деление коротких, поскольку не требовали записи в подтаблицах для умножения и вычитания промежуточных шагов. Учащиеся могли отслеживать штрихи промежуточных шагов цветными карандашами в сложной системе разбиения на части.

## Распространение
Кактовикские цифры получили широкое распространение среди инупиатов Аляски. Они были включены в программы языкового погружения и помогли возродить счёт по основанию 20, который выходил из употребления среди инупиатов из-за преобладания системы с основанием 10 в школах с английским языком обучения.
В 1995 году ученики средней школы Кактовика, которые изобрели эту систему, поступили в среднюю школу в Барроу (Аляска). Им разрешили преподавать эту систему ученикам местной средней школы, а местный колледж Игисавик добавил в свою учебную программу курс математики инуитов.
В 1996 году комиссия по истории, языку и культуре инуитов официально признала кактовикскую систему, а в 1998 году Совет инуитов в Канаде рекомендовал разработать и использовать эти числительные в своей стране.

## Значение
Результаты Калифорнийского теста на успеваемость по математике в средней школе Кактовика в 1997 году резко улучшились по сравнению с предыдущими годами. После введения новых цифр их оценки стали выше средних по стране. Предполагается, что способность работать как десятичной, так и с двадцатеричной системами может дать заметные преимущества тем ученикам, которые имеют два образа мышления о мире.
Разработка собственной системы счисления помогает продемонстрировать учащимся из Аляски, что математика встроена в их культуру и язык, а не в западную культуру. Это отход от ранее распространённого мнения о том, что математика есть просто необходимость для поступления в колледж. Студенты-иностранцы могут увидеть практический пример иного мировоззрения, часть этноматематики.

## Кодировка
Кактовикским цифрам присвоен блок в дополнительной многоязычной плоскости Unicode (U + 1D2C0-1D2DF). Эти изменения были приняты Техническим комитетом Unicode в апреле 2021 года и будут опубликованы как часть Unicode 15 в 2022 году. Они занимают диапазон от U + 1D2C0 (кактовикская цифра 0) до U + 1D2D3 (кактовикская цифра 19).
|         | 0 | 1 | 2 | 3 | 4 | 5 | 6 | 7 | 8 | 9 | A | B | C | D | E | F |
| ------- | - | - | - | - | - | - | - | - | - | - | - | - | - | - | - | - |
| U+1D2Cx | 𝋀 | 𝋁 | 𝋂 | 𝋃 | 𝋄 | 𝋅 | 𝋆 | 𝋇 | 𝋈 | 𝋉 | 𝋊 | 𝋋 | 𝋌 | 𝋍 | 𝋎 | 𝋏 |
| U+1D2Dx | 𝋐 | 𝋑 | 𝋒 | 𝋓 |   |   |   |   |   |   |   |   |   |   |   |   |